# 丹尼·皮朋
丹尼爾·科特雷爾·皮朋二世（1997年11月12日—）為美國男子籃球運動員，場上位置為大前鋒。

## 職業生涯
2021年10月，皮朋在測試訓練成功後加盟NBA G聯盟格林斯博羅蜂群。他為蜂群隊打了一場比賽，在2021年12月12日被釋出。12月19日被緬因塞爾提克簽下，為球隊打了兩場比賽，12月21日再次被釋出。
2022年1月29日，皮朋與希臘籃球甲級聯賽拉里歐。1月30日至3月6日，皮朋為拉里歐出賽三場。
2022年8月25日，皮朋與芬蘭籃球聯賽眼鏡蛇簽約。
2023年1月9日，皮朋加盟紐西蘭籃球聯賽馬納瓦圖噴射機。11月17日，T1聯盟臺北戰神宣布皮朋加盟。
2024年1月17日，臺北戰神考量整體球隊陣型與團隊表現，提前與皮朋終止合約，並由弗拉迪斯拉夫·科倫紐克頂替，留下場均10.4分、5.3籃板的表現。

## 生涯數據

### T1聯盟
例行賽
| 賽季    | 球隊     | GP | MPG   | FG%  | 3P%  | FT%  | RPG | APG | SPG | BPG | PPG  |
| ------- | -------- | -- | ----- | ---- | ---- | ---- | --- | --- | --- | --- | ---- |
| 2023–24 | 臺北戰神 | 9  | 21:28 | 42.9 | 29.0 | 68.4 | 5.3 | 1.1 | 0.9 | 0.4 | 10.4 |

## 個人生活
皮朋是蒂芬妮·李維斯的兒子。至2020年12月，他的父親因販毒罪被關押在奇利科懲教所。

## 外部連結
- 丹尼·皮朋的Instagram帳戶
- 丹尼·皮朋在Sports-Reference.com（NCAA）（英语）
- 丹尼·皮朋在Eurobasket.com（球員）（英语）
- 丹尼·皮朋在RealGM（英语）
- 丹尼·皮朋在Proballers（英语）